# زرد (فیلم ۲۰۰۶)
«زرد» (انگلیسی: Yellow) فیلمی در ژانر موزیکال است که در سال ۲۰۰۶ منتشر شد. از بازیگران آن می‌توان به روزلین سانچز، بیل دوک و دی بی سویینی اشاره کرد.
این فیلم زندگی آماریلیس کامپوس (سانچز)، یک رقصنده پورتوریکویی آموزش دیده کلاسیک را دنبال می‌کند که پس از خودکشی پدرش به نیویورک نقل مکان می‌کند تا رویاهای خود را برای تبدیل شدن به یک رقصنده معروف دنبال کند، اما در نهایت به یک رقصنده در یک کلوپ شبانه پرمخاطب تبدیل می‌شود تا زندگی خود را تأمین کند. ملاقات. پس از ورود او به نیویورک، او به یک آپارتمان نازک نقل مکان می‌کند و با همسایه خود، مایلز، استاد سابق شعر در دانشگاه نیویورک که در حال حاضر در یک سوپرمارکت کار می‌کند، به دلیل این واقعیت که از نظر روانی ناپایدار شده است، صمیمی می‌شود. هنگامی که به عنوان یک رقصنده کار می‌کرد، با یک دکتر تنها کریستین کایل (سوئینی) آشنا می‌شود که احساس می‌کند باید از او محافظت کند و آن دو شروع به یک رابطه می‌کنند. زمانی که دکتر به آنها پیشنهاد مهاجرت به استرالیا را می‌دهد، آماریلیس باید بین آرزوی مادام العمر خود برای تبدیل شدن به یک رقصنده مشهور، ترمیم رابطه با خانواده اش در پورتوریکو و گرفتن شانس با عشق جدیدش تصمیم بگیرد.